# 南部忠平

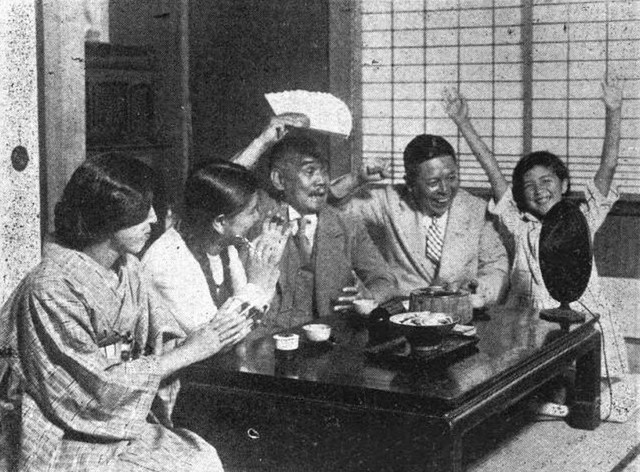
オリンピック優勝に喜ぶ南部家

南部 忠平（なんぶ ちゅうへい、1904年〈明治37年〉5月24日 - 1997年〈平成9年〉7月23日）は、日本の陸上競技選手。走幅跳の元世界記録保持者。ロサンゼルスオリンピック陸上男子三段跳金メダリスト。

## 来歴
北海道札幌区（現札幌市）出身。札幌中心部の狸小路商店街1丁目で酒屋「三国屋南部源蔵商店」を営んでいた南部源蔵の3男として生まれ、小学校高等科から攻玉社中学（現・攻玉社中学校・高等学校）に進学し、後に北海中学（現在の北海高等学校）へ転校する。腕白な子供であったが体はあまり強くなく、小学4年から始めた乗馬で体力を養った。北海中学3年の時に上級生にスカウトされて徒歩部（現・陸上競技部）に入部した。部長は柔道家で陸上競技の指導ができず、当初は試合に出ては負けを繰り返していたが、大日本体育協会（現・日本スポーツ協会）主催の夏季練習会（千葉・房州）に参加した同級生が野口源三郎らから陸上競技の技術を学んで帰り、練習法を確立して、中学5年には全道中学校陸上選手権で100m、200m、走幅跳の3冠を達成する選手に成長した。なお南部は全道中学校陸上選手権で母校を勝たせるためにわざと留年して中学5年生を2回経験している。1924年（大正13年）にはパリオリンピックの代表選考会に出場し、三段跳で織田幹雄を破って優勝したが、「織田に勝ったら殴られる」という噂を鵜呑みにして札幌に逃げ帰ったため代表選手には選ばれなかった。札幌の百貨店へ行って階段でトレーニングを行ったりして、従業員にたたき出されたというエピソードが残っている。また冬場も雪の上を走ることで足腰を鍛えたほか、当時冬場は運休も多かった札幌市電の線路をレーンに見立てて練習したり、札幌駅の機関車のロッドや札幌競馬場の競走馬のスタートなどから走り方を研究していたという。
1924年（大正13年）、当時陸上競技が盛んであった札幌鉄道局に就職し、第7回極東選手権競技大会（マニラ）で初めての国際大会を経験する。その後、早稲田大学競走部から強い勧誘があり、1926年（大正15年）に早稲田大学へ進学する。在学中スランプに陥り、走幅跳の助走を鍛えようと加賀一郎から助言を得たがうまくいかず、人見絹枝と走幅跳で勝負して1cm差で敗北するなど苦しみを味わった。こうした中で出場した1928年（昭和3年）のアムステルダムオリンピックで陸上男子三段跳で4位に入賞する。1929年（昭和4年）に早稲田大学専門部商科を卒業後、一旦は南満州鉄道に就職するも学閥争いへの嫌気と内地で競技力を磨きたいという思いから退職し、同年末に美津濃（現在のミズノ）に就職、大阪へ移住する。千里山へと定住し、当時在住していた織田幹雄と共に関西大学運動場で猛練習を重ね、1932年（昭和7年）8月4日のロサンゼルスオリンピックの三段跳では優勝（金メダル）の快挙を成し遂げた。また、三段跳より先に行われた走幅跳でも銅メダルを獲得しているが、南部にとって三段跳は余技で走幅跳が本業と考えていたことから、走幅跳の銅メダルは大きな失望で、競技後にハリウッド映画を観に行ったものの全く内容が頭に入ってこなかったという。帰国後は、織田と2人で陸上競技のコーチをしながら日本中を行脚し、秋に結婚した。1934年（昭和9年）夏、女子オリンピックの指導者としてロンドンに向かう途中のシンガポールで練習中にアキレス腱を負傷したのが致命傷となり、現役を引退した。
南部は1931年（昭和6年）10月27日には明治神宮外苑競技場（東京）で走幅跳7m98（＋0.5）の世界記録を樹立した。作家で陸上競技の経験者であった坂口安吾は、1949年のエッセイ『スポーツ談議』で、走幅跳選手としての南部とジェシー・オーエンス（オーエンスは1935年に南部の世界記録を更新した）の違いについて、以下のように言及している。「オーエンスはスピードに負けて前に倒れている。フォームの点から云えば南部忠平のほうがフォームがきれいだ。然しそれだけにオーエンスのはうが尖鋭だね。南部はフォームが完成していて、女性的だ」 。
7m98は日本記録としては39年間（厳密には38年7か月と10日）残り、1970年（昭和45年）6月7日に小田原市城山陸上競技場で山田宏臣（東京急行電鉄）が8m01を跳ぶまで破られなかった。当時は土の助走路でスパイクも旧式であり、現在のタータン（全天候型トラック）とスパイクの性能を考えると、いかに南部の記録が突出していたかがわかる。とはいえ、早くから8mの期待をかけられながらなかなか達成できなかった山田が面会に来た際には「僕と君とはスピードは互角だろう。バネなら僕の方があったかもしれん。でも、その体（引用者注：山田は181cmの長身だった）でうまいもん食って、進んだトレーニングやって、手入れの行き届いたグラウンドでとぶ君に、僕はかないっこないよ。その君が僕の記録破れないわけないんだ」と励ました。山田が記録を更新したときに、南部は祝電を送った。{南部は記録を破られたのちにある地方の講演で山田のことを取り上げ、「私は金メダルは取ったが、8メートルは跳んでいないんです。跳べば私が日本の、そして世界でも初めて8メートルを跳んだジャンパーになれたかもしれません。それが悔やまれます。その夢を叶えたのが山田宏臣という選手です。皆さんわかりますか。金メダルを取ることよりも8メートルを跳ぶことがいかに難しく、そしてすごいことか」と手に巻尺を持ちながら熱く語っている。
また、南部は走幅跳だけでなく短距離トラックのレースにも出場していた。日本陸上競技選手権大会男子100メートル競走で2回（1930年、1933年）優勝しており、1931年4月には吉岡隆徳ら3人の記録を破る10秒6の日本新記録（1ヶ月後に吉岡に抜き返される）、1933年9月には吉岡と並ぶ10秒5の日本タイ記録（約2週間後に吉岡が更新）をそれぞれ樹立している。
引退後は大阪毎日新聞運動部長・日本陸上競技連盟強化部コーチ・1964年東京オリンピック日本陸上チーム監督などを歴任。1939年（昭和14年）にはブラジルへ渡り日系ブラジル人らに陸上競技を指導、そこで仲良くなった7人を翌1940年（昭和15年）に日本へ招待し、明治神宮競技大会を見せ、日本一周旅行までお膳立てした。1959年（昭和34年）に毎日新聞運動部長を辞めた後、オート三輪で96日の日本一周旅行をした。
1966年（昭和41年）から1984年（昭和59年）まで、北海道女子短期大学（北翔大学）教授、後に名誉教授となった。また、1984年（昭和59年）から1990年（平成2年）まで鳥取女子短期大学学長も務めた。この他、1960年（昭和35年）から1974年（昭和44年）までは学校法人北海学園評議員となった。京都産業大学でも教授を務めていた。
南部は親友の織田とともに日本の陸上競技の黄金期を築いた先駆者であり、織田、西田修平とともに日本の陸上競技を築きあげた"ビッグスリー"ともいわれた。
1961年紫綬褒章、1993年勲三等瑞宝章受章。
1992年（平成4年）には国際オリンピック委員会からオリンピック功労賞（Olympic Order）を贈られた。
1997年7月23日、肺炎のため没した。93歳没。
2018年12月、国際陸上競技連盟（IAAF）は、顕著な実績を残した先人をたたえるため新設した「ヘリテージ（遺産）プラーク（飾り額）」に12人を選出。パーヴォ・ヌルミ（フィンランド、中距離走・長距離走）、ジェシー・オーエンス（アメリカ、短距離走・跳躍競技）、エミール・ザトペック（チェコスロバキア、長距離走）、アベベ・ビキラ（エチオピア、マラソン）らとともに、南部も選出された。ロサンゼルス五輪の三段跳びで金メダル、走り幅跳びで銅メダルを獲得し、両種目の世界記録保持者でもあった功績が評価された。各選手のゆかりの地に記念碑を設置する計画で、南部のものは東京・明治神宮外苑が候補だが、日本陸連関係者によると設置時期や場所などは未定という。

## 人物
妻は南部久子（2018年、106歳で死去）で、マスターズの砲丸投で活躍した。娘の敦子も五種競技で活躍したが、若くして事故死した。娘のコーチは山内リエに依頼した。
元プロ野球監督・藤本定義は早稲田大学時代からの友人で、藤本が監督を務めていた阪神タイガースで、臨時ランニングコーチを務めたことがある。
南部は「スポーツは人生のすべてではない。だが、人生はスポーツによってすばらしいものになる。」の言葉で自伝を締めくくっている。
札幌焼を生産していた中井陶器工場の現存する写真は、南部のアルバムから発見された。

## 記念・顕彰

### 記念行事
- 南部忠平記念陸上競技大会（北海道札幌市円山陸上競技場） - 毎年7月にグランプリシリーズとして開催されている。この大会はオリンピック並びに世界陸上競技選手権の追加代表の選考に使われることが多く、非常に重要な大会となっている。
- 南部忠平杯くらよし女子駅伝競走大会（鳥取県倉吉市）
- 北海道では、2003年まで南部忠平杯全道駅伝競走大会も開催されていた。

### 顕彰事業

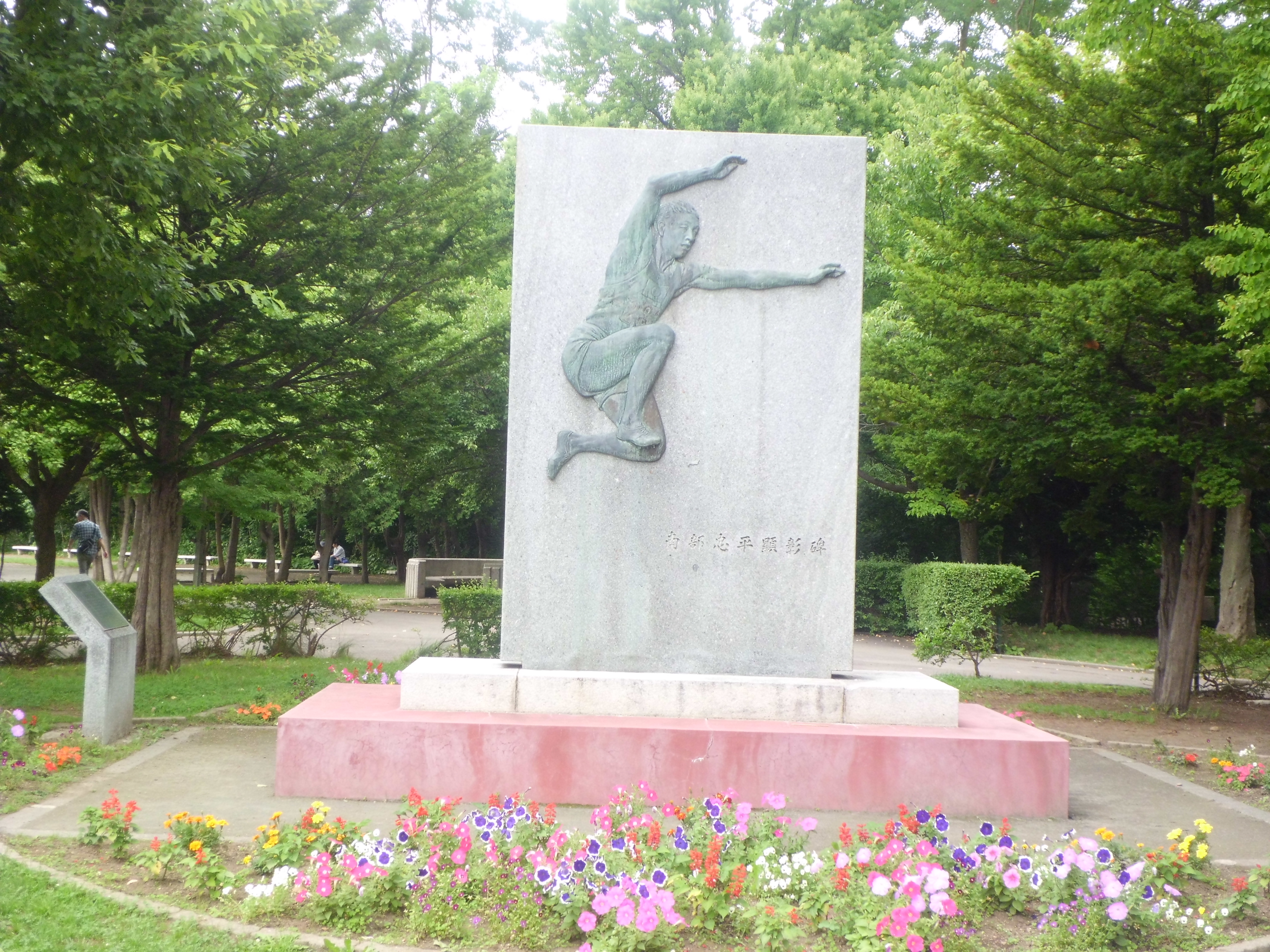
南部忠平顕彰碑

- 札幌市の円山総合グラウンドに建つ「南部忠平顕彰碑」は、北海中学の旧友・本郷新によるもので、完成した際、本郷は南部に「忠、実物よりいい男にしたからな」と、冗談交じりに話したというエピソードが残っている。
- 本郷新によって1980年に製作された胸像が母校に隣接する北海学園大学4号館に設置されている。
- 北海道立総合体育センターのスポーツ情報資料室内に、ロサンゼルス五輪時の金メダルやユニフォーム等を展示する「南部忠平コーナー」が設置されている。
- 札幌市営地下鉄豊平公園駅に近い地下連絡通路の壁には、ロサンゼルス五輪当時の南部のシルエットが描かれている[34]。

## 著作
- 『あおぐ感激の日章旗 私の陸上競技生活』（山内リヱ編集、ベースボールマガジン社、1956）
  - 増補版『紺碧の空に仰ぐ感激の日章旗』（ベースボールマガジン社、1988.6）、ISBN 978-4583026862
- 『南部忠平自伝』（ベースボールマガジン社、1964）
  - 『南部忠平自伝（ほるぷ自伝選集 スポーツに生きる〈19〉）』（趣味と生活、1981.6）
  - 『南部忠平自伝 (人間の記録 (117))』（日本図書センター、1999.12）、ISBN 978-4820557777
- 『私のスポーツ人生』講話（なにわ塾叢書、1984）、ISBN 978-4833901130
- 『陸上競技読本』(日本陸上競技連盟普及部(編)、万有社、南部忠平が走巾跳の項を執筆、1950）

## 関連作品
- 跳ぶ足〜日本初の金メダリスト 織田幹雄（1994年 広島ホームテレビ） - 演：水口邦夫
- いだてん〜東京オリムピック噺〜（2019年 NHK） - 演：池田倫太朗